# Nick Woltemade
Nick Woltemade (Bremen, 14 de fevereiro de 2002) é um futebolista alemão que atua como atacante. Atualmente, joga pelo Stuttgart.

## Carreira

### Werder Bremen
Nick Woltemade começou sua carreira no clube multiesportivo de Bremen TS Woltmershausen, onde inicialmente jogou handebol além de futebol. Em 2010, ingressou na base do Werder Bremen. Lá conquistou a Copa Spatzenberg de 2013 em Löhne.
Em 26 de outubro de 2019, Florian Kohfeldt, então técnico do time principal, convocou o jovem atacante pela primeira para uma partida da Bundesliga. No entanto, Woltemade não jogou no empate fora de casa por 2 a 2 contra o Bayer Leverkusen. Posteriormente, foi gradualmente introduzido ao time principal e treinou regularmente com os profissionais. No início de 2020, participou dos treinamentos de inverno em Mallorca. Woltemade estreou como titular do Werder Bremen em uma partida fora de casa contra o Augsburg, em 1º de fevereiro de 2020, na 20ª rodada da temporada 2019/20. Ele foi substituído por Fin Bartels aos 13 minutos do segunto tempo da derrota por 2 a 1. Com 17 anos, 11 meses e 16 dias, ele ultrapassou Thomas Schaaf, que tinha um dia a mais quando estreou em 18 de abril de 1979, como o jogador mais jovem da história do Werder a jogar na Bundesliga.
Paralelamente à sua dedicação aos profissionais, o atacante continuou atuando nas categorias de base. Ele terminou a temporada da Bundesliga A-Junior 2019/20, encerrada prematuramente devido à pandemia de COVID-19, com o Werder Bremen como campeão da divisão Norte/Nordeste. Ele também marcou o segundo maior número de gols da temporada (16) e deu sete assistências.
Após o empréstimo, Woltemade retornou ao Werder Bremen para a temporada 2023/24.

#### Empréstimo para SV Elversberg
Em agosto de 2022, Woltemade foi emprestado ao recém-promovido SV Elversberg, da 3. Fußball-Liga, até o final da temporada 2022/23. Sob o comando de Horst Steffen, ele se tornou titular imediato. Em 31 jogos no campeonato (25 como titular), marcou 10 gols, ajudando o clube a garantir a promoção e avançar para a 2. Bundesliga. Woltemade foi posteriormente eleito o Jogador da Temporada da 3ª Liga em uma votação dos torcedores.

### Stuttgart
Antes da temporada 2024-25, Woltemade mudou-se para o Stuttgart e assinou um contrato de quatro anos com o clube. O avô e o pai de Woltemade eram fãs do time, e é por isso que sempre houve uma conexão entre ele e o tradicional clube da Suábia. Ele encerrou sua primeira temporada com 17 gols marcados em todas as competições, incluindo um gol na final da Copa da Alemanha, que seu time venceu.

## Seleção Alemã
Woltemade atuou nas categorias de base da Alemanha, competindo no Campeonato Europeu de Futebol Sub-17 de 2019.
Woltemade foi incluído na seleção da Alemanha no Campeonato Europeu de Futebol Sub-21 de 2025, marcando um hat-trick na vitória da Alemanha por 3 a 0 no grupo contra a Eslovênia. Ele marcou seu quarto gol no torneio na vitória por 4 a 2 contra a Tchéquia, confirmando a classificação da Alemanha para a fase eliminatória da competição. Ele terminou como artilheiro com seis gols em cinco partidas.
Em 22 de maio de 2025, o técnico Julian Nagelsmann o convocou pela primeira vez para a seleção principal para o torneio Final Four da Liga das Nações. Em 4 de junho de 2025, ele iniciou a partida na derrota por 1 a 2 na partida da semifinal na Allianz Arena, em Munique contra Portugal.

## Títulos
SV Elversberg
- 3. Fußball-Liga: 2022–23[33]
- Copa do Sarre: 2022–23[34]

Stuttgart
- Copa da Alemanha: 2024–25[35]

### Artilharias
- Copa da Alemanha: 2024–25[36]
- Campeonato Europeu de Futebol Sub-21: 2025[37]

### Prêmios individuais
- Jogador da Temporada da 3. Fußball-Liga: 2022–23[18]
- Revelação da Temporada da VDV Bundesliga: 2024–25[38]
- Equipe da Temporada da Bundesliga da Kicker: 2024–25[39]
- Seleção do Torneio do Campeonato Europeu de Futebol Sub-21: 2025[40]